# Glasgoweffect
Het Glasgoweffect duidt op de lage levensverwachting en slechte gezondheid van de inwoners van de Schotse stad Glasgow, vergeleken met de rest van het Verenigd Koninkrijk en Europa. De gezondheidsproblematiek in het westen van Schotland (waaronder Glasgow) is groter dan in de rest van Europa, ook als rekening wordt gehouden met de verschillen in sociaaleconomische omstandigheden. Daarom wordt Schotland weleens ´de zieke man van Europa´ genoemd, hoewel het probleem het sterkst tot uiting komt in Glasgow.
Ofschoon lage inkomens veelal geassocieerd worden met een slechte gezondheid en kortere levensverwachting, stellen epidemiologen dat armoede niet de enige verklarende factor is voor het Glasgoweffect. Gebieden in het Verenigd Koninkrijk met vergelijkbare armoedecijfers (Liverpool en Manchester) kennen een hogere levensverwachting. Ook heeft de rijkste 10% inwoners van Glasgow een lagere levensverwachting dan dezelfde inkomensgroep in andere Britse steden. Ongeveer een kwart van de mannen in Glasgow sterft op een leeftijd lager dan 65 jaar. Vooral in de wijk Calton zijn de gezondheidsproblemen groot.

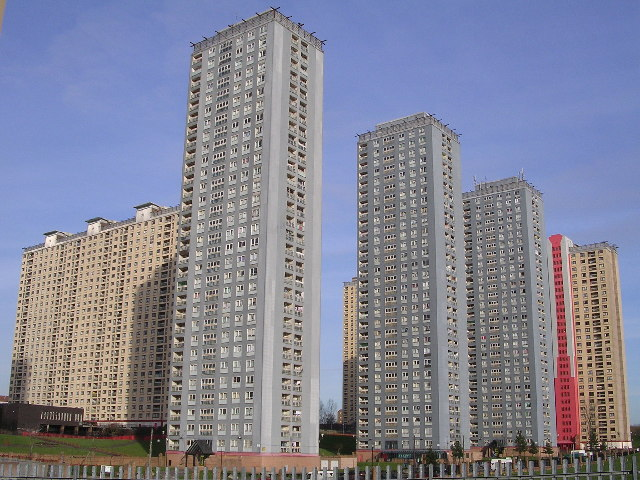
De in oktober 2015 gesloopte Red Road Flats in Springburn. Dit sociale-woningbouwproject kende aanzienlijke sociaaleconomische problemen

Er zijn verscheidene hypotheses die de slechte gezondheid in Glasgow proberen te verklaren. Ten eerste werden in de jaren 60 en 70 sociale huurwoningen in new towns aangeboden aan jonge geschoolde arbeiders, wat leidde tot een onevenwichtige bevolkingssamenstelling in de oude stadswijken. Andere mogelijke verklaringen voor het Glasgoweffect zijn:
- Veel vroeggeboorten
- Bodemverontreiniging
- Veel braakliggende terreinen
- Meer de-industrialisatie dan in gelijksoortige steden
- Een laagwaardige woningvoorraad
- Weinig sociale mobiliteit
- Een tekort aan vitamine D
- Koude winters
- Hogere armoedeniveaus dan de officiële cijfers doen vermoeden
- Hoge stressniveaus
- Sociale vervreemding